# Elliot Van Strydonck
Elliot Van Strydonck (21 juli 1988) is een Belgisch hockeyer. 

## Loopbaan
Hij is speler bij Waterloo Ducks. Hieraan voorafgaand was Van Strydonck actief bij Oranje/Zwart en Royal Léopold.
Hij nam deel aan de Olympische Zomerspelen 2012 en de Olympische Zomerspelen 2016.
Met het nationaal team werd hij vijfde op zijn eerste Spelen in Londen. Rio 2016 levert een zilveren medaille op. Tussen deze twee Olympische competities werd hij in 2013 vice-Europees kampioen met België.